# Jan Szymon Zabiełło (zm. 1761)
Jan Szymon Zabiełło herbu Topór (zm. w kwietniu 1761 roku) – kasztelan mścisławski w 1752 roku, chorąży kowieński w latach 1736–1752, stolnik kowieński w latach 1724–1736.
Był posłem powiatu kowieńskiego na sejm elekcyjny 1733 roku i elektorem Stanisława Leszczyńskiego w 1733 roku. Poseł powiatu kowieńskiego sejm nadzwyczajny pacyfikacyjny 1736 roku.
W 1760 roku odznaczony Orderem Orła Białego.